# Khadaffy Janjalani
Khadaffy Abubakar Janjalani, noto anche con gli pseudonimi di Abu Muktar e Khalid Janjalani (Isabela, 3 marzo 1975 – Patikul, 4 settembre 2006), è stato un terrorista e generale filippino, comandante del gruppo Abu Sayyaf.
Autore di numerosi rapimenti, attentati ed estorsioni tra gli anni novanta e duemila, sostituì il fratello maggiore Abdurajik come leader dell'organizzazione terroristica Abu Sayyaf. Fu quindi inserito dalla Federal Bureau of Investigation (FBI) nella lista dei terroristi più ricercati (Most Wanted) al mondo, tanto che il Dipartimento di Stato statunitense offrì sino a 5 milioni di dollari per la sua cattura. Rimase ucciso il 4 settembre 2006 durante uno scontro con le forze armate filippine. Il suo corpo venne ritrovato solamente il 27 dicembre seguente ed identificato il 20 gennaio 2007 tramite un'analisi del DNA.

## Biografia
Khadaffy Janjalani nacque il 3 marzo 1975 a Isabela, nella provincia di Basilan, una delle città più piccole e povere dell'arcipelago filippino. Il padre era un umile pescatore della regione. Spesso centro di frequenti scontri sociali e politici, già dagli anni settanta Isabela visse a pieno i conflitti tra l'esercito filippino e gli indipendentisti di etnia moro. Oltre a tale contesto, Khadaffy fu esposto sin da adolescente al fondamentalismo islamico: assieme al fratello maggiore Abdurajik si allenò intensivamente in un campo di addestramento di al-Qaida, presso la città afghana di Khowst. Abdurajik avrebbe poi fondato nel 1990 il gruppo Abu Sayyaf, complice della progettazione di numerose azioni terroristiche e finanziato dal saudita Osama bin Laden.
Dopo la morte di Abdurajik nel 1998 in uno scontro a fuoco con l'esercito regolare filippino, il ventitreenne Khadaffy prese il posto del fratello pur non essendo dotato dell'esperienza giusta per guidare una siffatta organizzazione. Per tagli motivo egli si fece spesso affiancare dal braccio destro Jainal Antel Sali, che in numerose circostanze prese le redini del movimento.
Janjalani fu ucciso a Patikul, nell'isola di Jolo, il 4 settembre 2006, all'età di 31 anni, durante uno scontro con le forze dell'esercito filippino. Si rivelò per lui fatale un proiettile alla gola. La zona, tuttavia, non fu immediatamente ripulita dalle forze speciali e per diverse settimane rimase centro di scontri con i miliziani di Abu Sayyaf.
Nel dicembre 2006 alcuni soldati ritrovarono il corpo di un uomo sul luogo del combattimento, ma l'avanzato stato di decomposizione rese impossibile un'identificazione immediata. Il 20 gennaio 2007 il comandante delle forze armate di Manila Hermogenes Esperon annunciò che il cadavere rinvenuto era quello del terrorista di Isabela, sulla base di un'analisi del DNA effettuata negli Stati Uniti. Il suo ruolo di comandante fu poi assunto da Jainal Antel Sali, anch'egli ucciso dall'esercito nel gennaio 2007.